# مصر في الألعاب الأولمبية الصيفية للشباب 2010
مصر كانت من بين الدول المشاركة في الألعاب الأولمبية الصيفية للشباب 2010 بسنغافورة.

## تنس الطاولة
الرياضيون المصريون الذين حجزوا بطاقات تأهلهم للألعاب الأولمبية للشباب.
ذكور
- بدير عمر

إناث
- دينا مشرف